# Recuperación de tierras Central y Wan Chai
La recuperación de tierras Central y Wan Chai es un proyecto iniciado por el gobierno de Hong Kong a partir de la década de 1990 para recuperar tierras al mar para diferentes propósitos. Esto incluye mejoras de transporte como la estación MTR de Hong Kong, el ferrocarril Airport Express y la circunvalación Central-Wanchai, así como espacios de recreación pública como el espacio para eventos Central Harbourfront Event Space, Tamar Park y Hong Kong Observation Wheel.

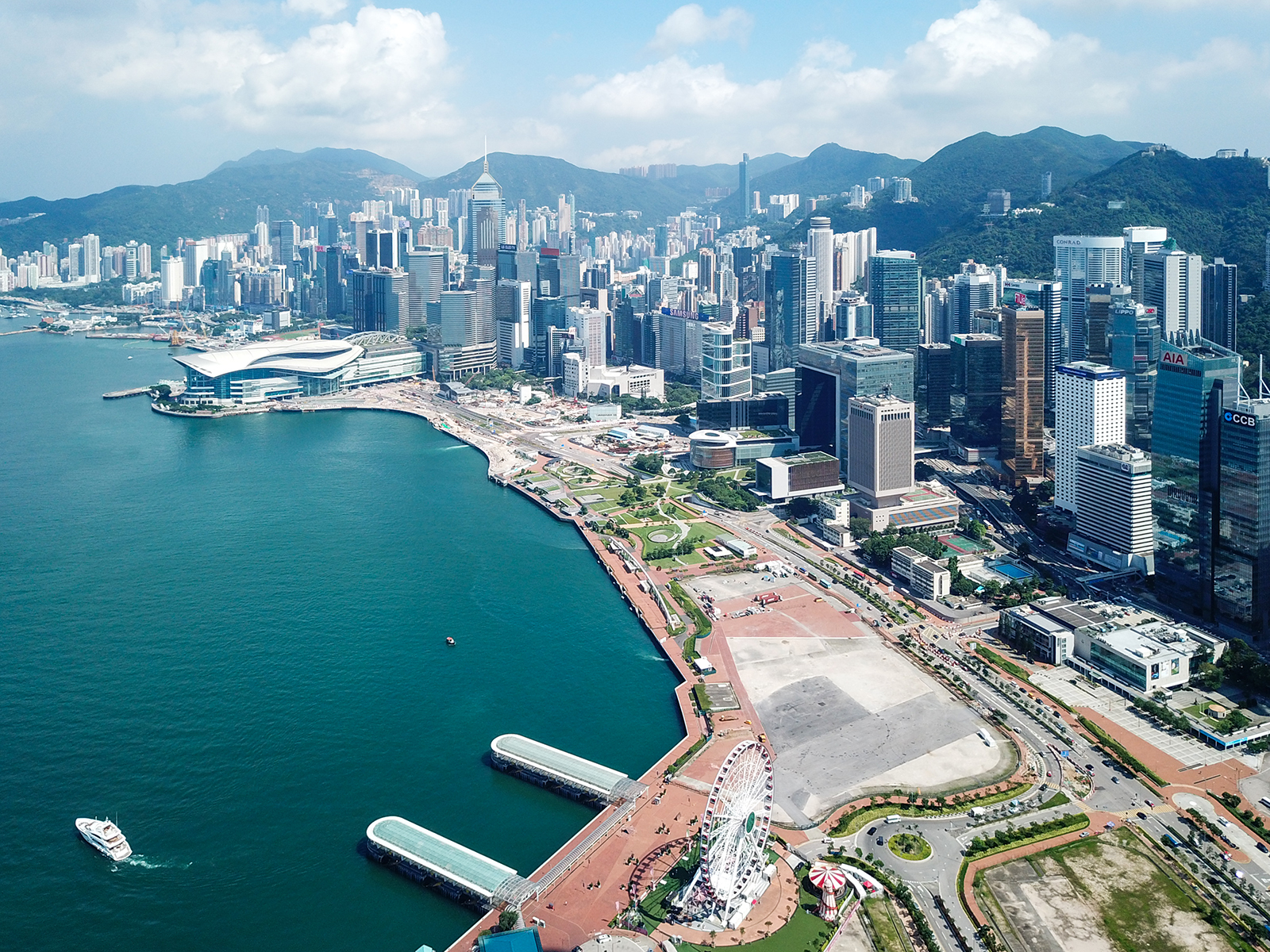
Recuperación finalizada en 2018

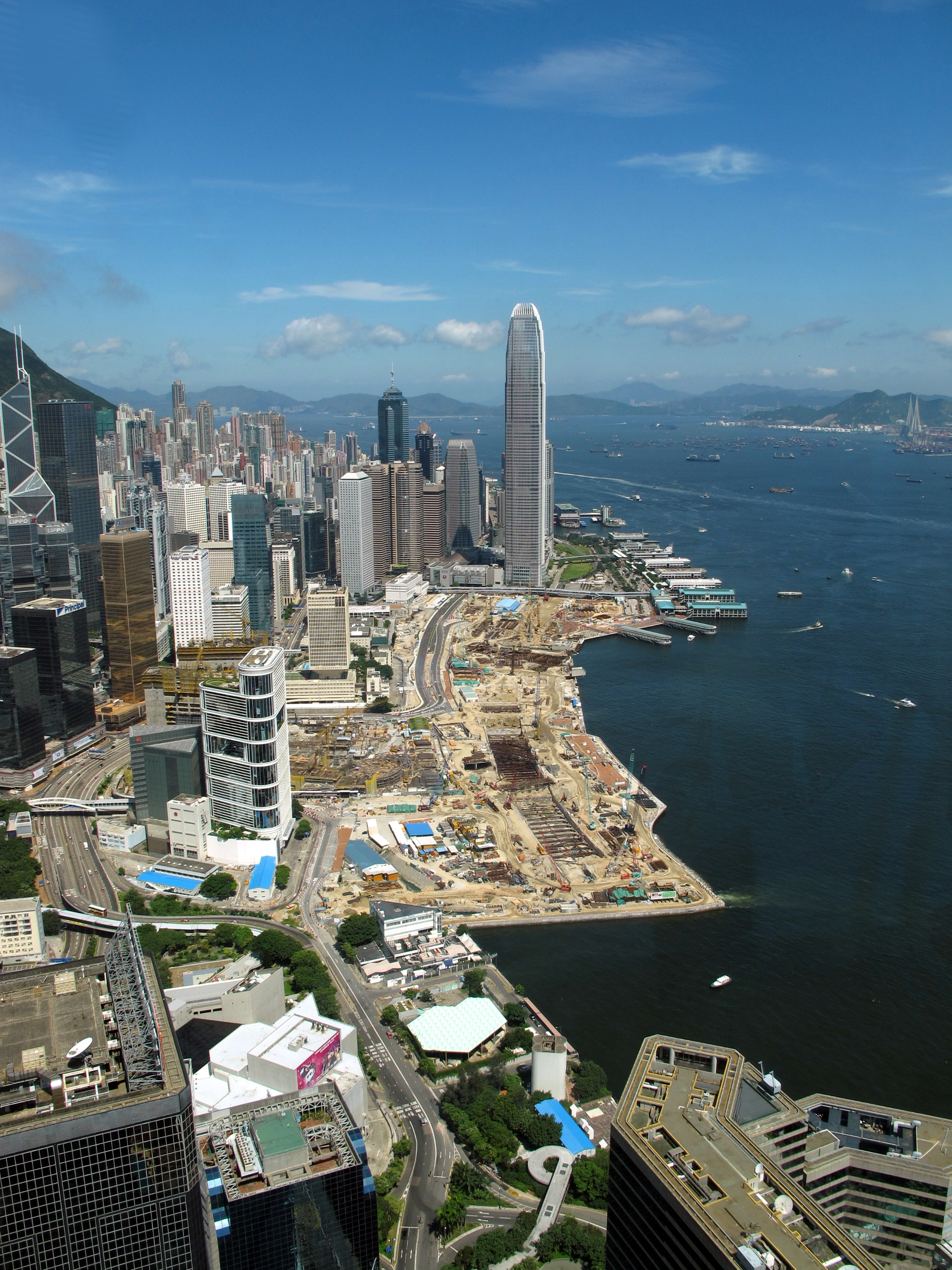
Victoria Harbour en julio de 2010, visto desde Central Plaza, Wan Chai.

## Antecedentes
El proyecto fue mencionado por primera vez en la estrategia de planificación de 1985 por el Gobierno. Posteriormente, el Gobierno completó un estudio de viabilidad en 1989, seguido de la aprobación del proyecto por parte del Comité de Política de Desarrollo de la Tierra.

### Objetivos
La recuperación de tierra al mar propuesta se extiende a lo largo de la costa desde Sheung Wan hasta Causeway Bay. Los objetivos del proyecto, entre otras cosas, incluyen:
- Suministrar tierra para la estación de Hong Kong y el túnel extendido del Airport Express;
- Proporcionar terreno para la circunvalación Central-Wan Chai y el enlace del corredor este de la isla para reemplazar Connaught, Harcourt, Gloucester y Victoria Park Road desde la Ruta 4;
- Proveer terrenos para el próximo Sha Tin a Central Link;
- Ceder terreno para la potencial North Island Line;
- Mejorar los alrededores de los distritos vecinos abarrotados proporcionando espacios abiertos suplementarios en la nueva recuperación; e
- Integrar el desarrollo con las áreas existentes.

## El proyecto

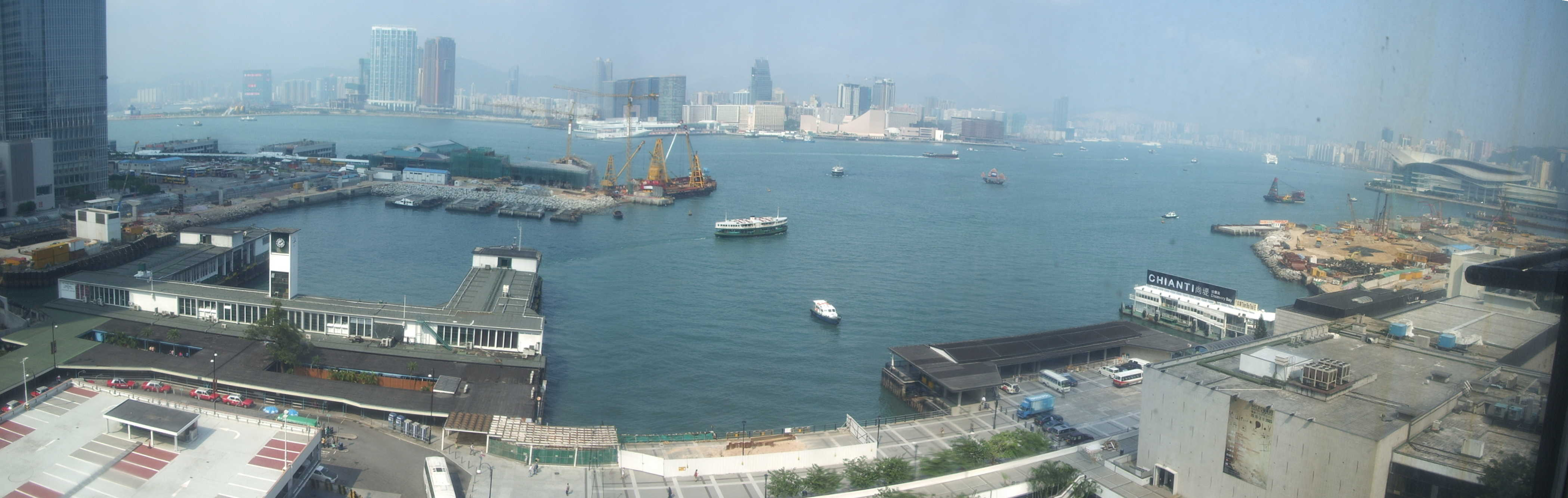
Puerto de Victoria a partir del 14 de octubre de 2005, visto desde el Ayuntamiento, Central. Recién acababa de comenzar la Fase 3 de Reclamación Central.

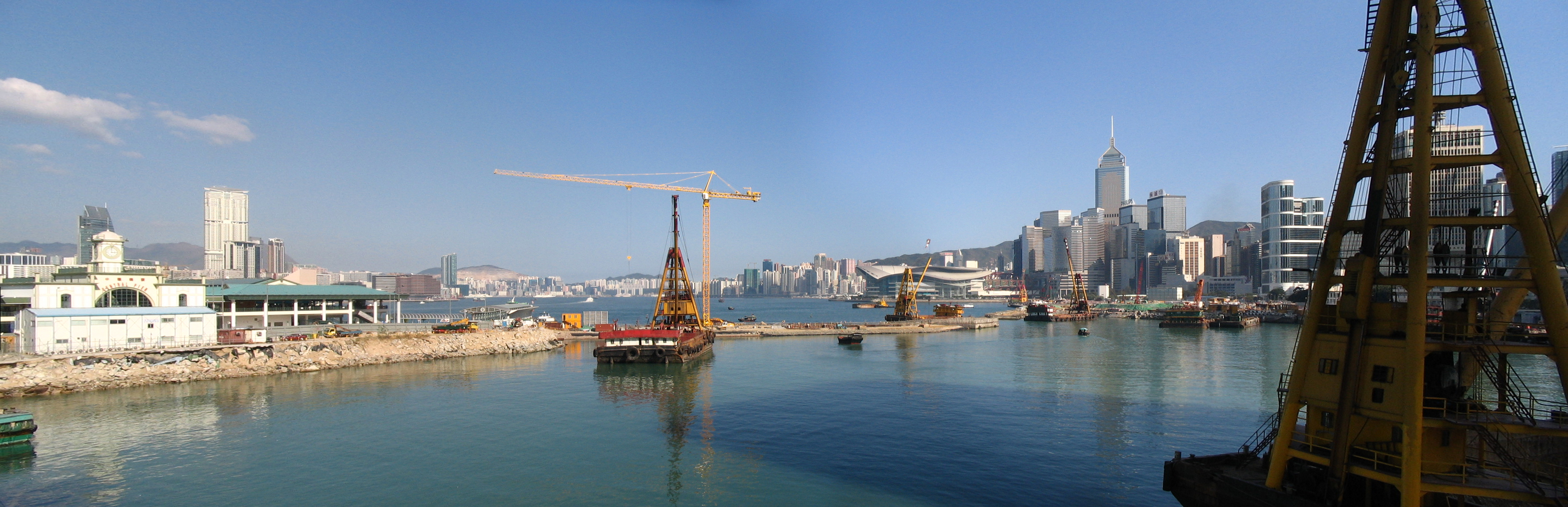
Fase 3 de recuperación central durante enero de 2008

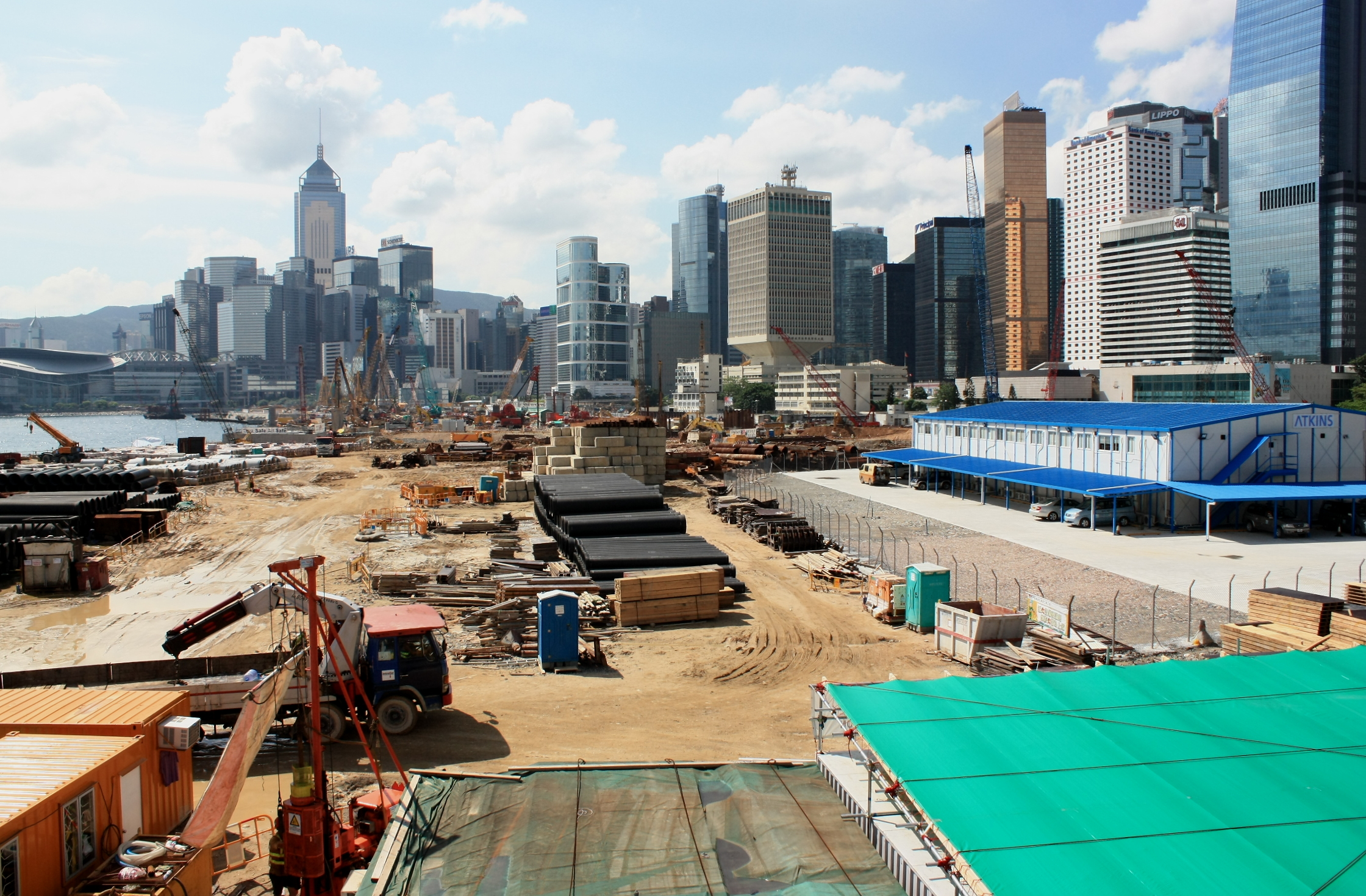
Fase 3 de recuperación central durante junio de 2009

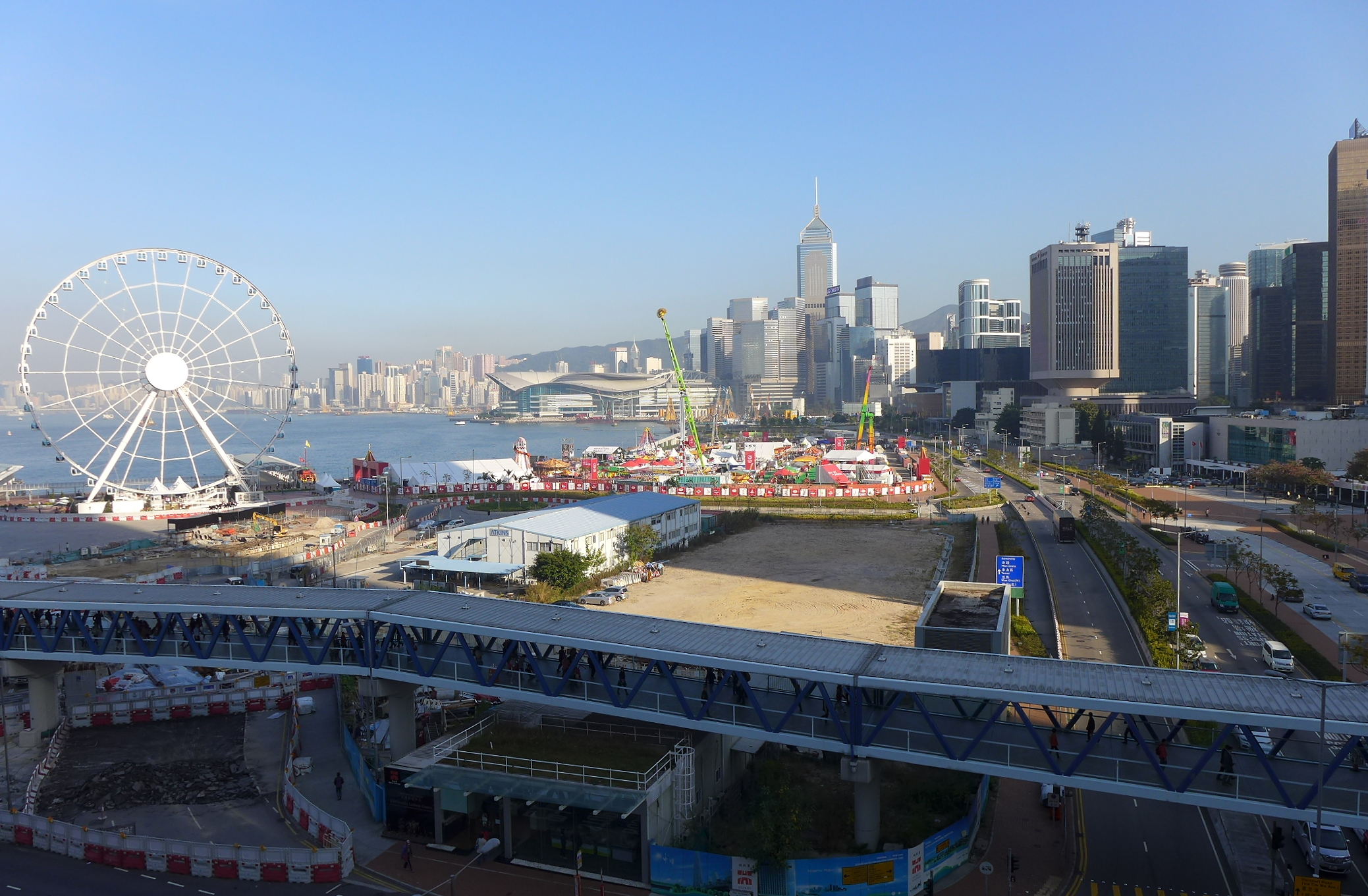
Fase 3 de recuperación central durante enero de 2015

El proyecto se divide en cinco fases.

### Recuperación de tierras en la zona Central

#### Fase central I
La Fase 1 de Recuperación Central implicó la recuperación de 20 hectáreas de tierra, además de la remodelación de 6 hectáreas, entre Rumsey Street y Pedder Street, para la construcción de la estación de Hong Kong del Airport Express Railway. También proporcionó terrenos para nuevos muelles, reemplazos de otras instalaciones afectadas por la recuperación. Las obras comenzaron en 1993 y se completaron en junio de 1998. Esta fase de recuperación es parte del Programa Central del Aeropuerto. El costo fue de 2710 millones de dólares de Hong Kong. Una vez finalizado el proyecto, la línea de la costa Central se extendió hasta 350 metros más allá de la línea de la costa original.

#### Fase central II
La Fase 2 de Recuperación Central comprendió el relleno de 5.3 hectáreas de tierra en la antigua base naval de Tamar. La recuperación formó un terreno para el sitio de Tamar y también cinco sitios de desarrollo comercial. Las obras comenzaron en diciembre de 1994 y se terminaron en septiembre de 1997. El costo fue de 320 millones de dólares de Hong Kong.
Se ha propuesto la construcción de un nuevo complejo que albergará la sede del Gobierno y el Consejo Legislativo en los terrenos recuperados.

#### Fase central III
La Fase 3 de Recuperación Central implica la recuperación de la vía invadida de Airport Express, la sección oeste de la propuesta North Island Line y el Bypass Central-Wan Chai, nuevos muelles de Star Ferry, nuevas carreteras y otras instalaciones. El costo es de 3561 millones de dólares de Hong Kong. Originalmente se planeó ganar 32 hectáreas de tierra, pero se ha reducido a 18 debido a la oposición pública.
Las obras comenzaron el 28 de febrero de 2003. Está previsto que la construcción sobre el suelo esté terminada en 2011. El puente subterráneo Central-Wan Chai Bypass se inauguró el 20 de enero de 2019.

### Proyecto de desarrollo Wan Chai

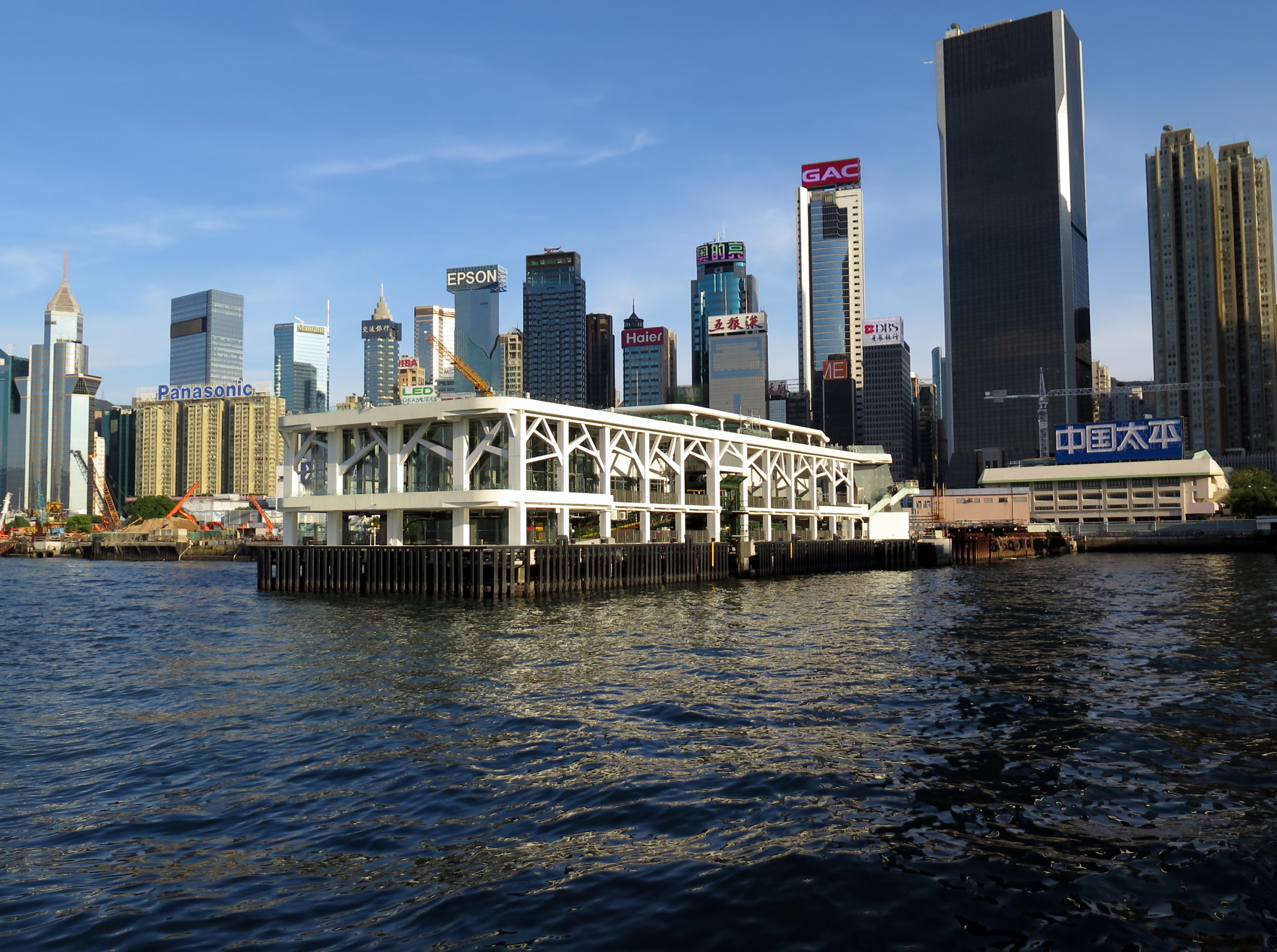
Nuevo muelle de Wan Chai

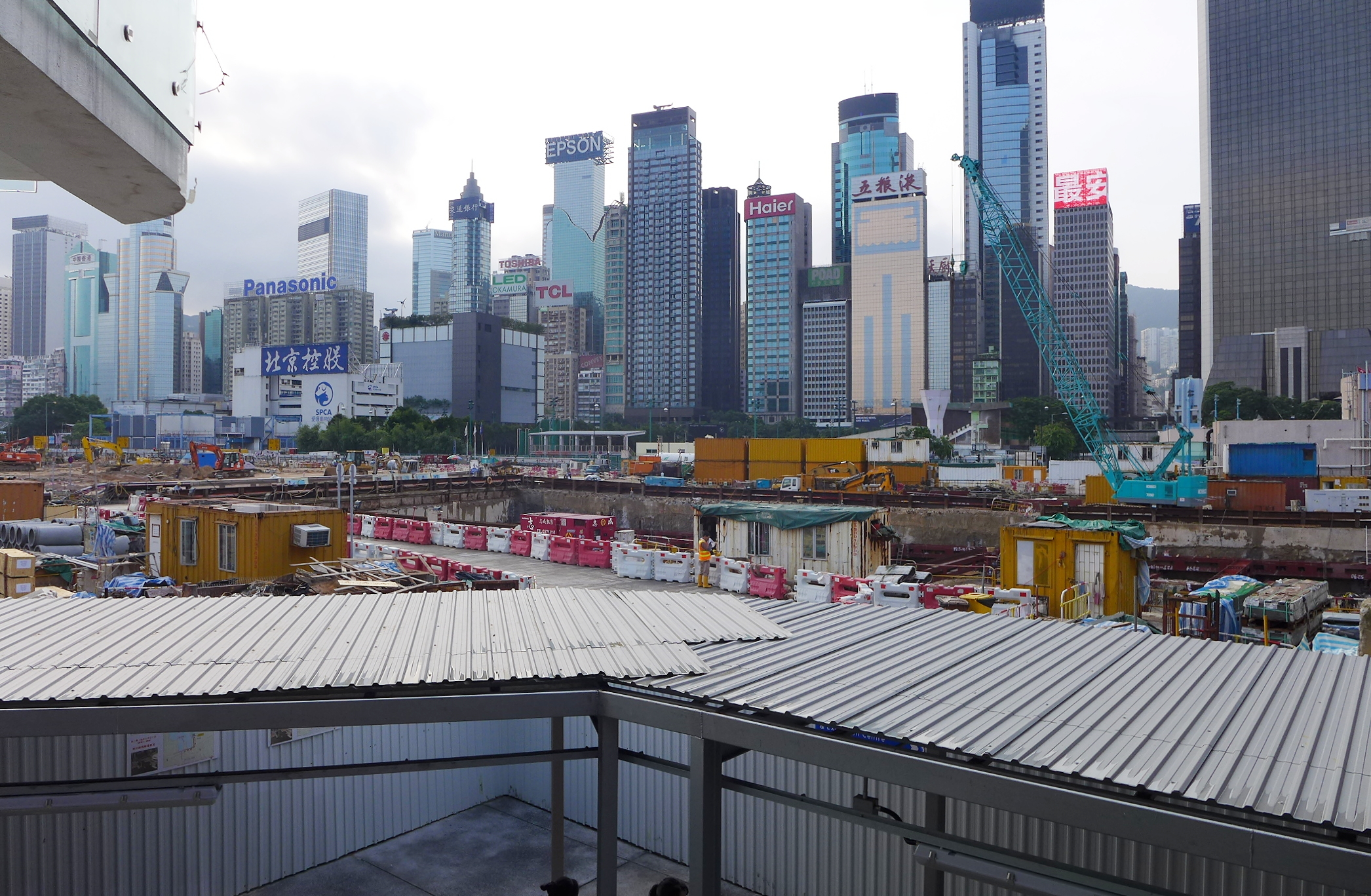
Fase 2 de recuperación de Wan Chai durante octubre de 2014

#### Wan Chai Fase I
La Fase I de Recuperación de Wan Chai (también conocida como 'Recuperación de la Isla para el Centro de exhibiciones y convenciones de Hong Kong) incluye la formación de una isla de 70000 m² por recuperación en el lado norte del Centro de Convenciones y Exposiciones de Hong Kong para suministrar tierra para construyendo una habitación adicional al Centro. La configuración de la isla es para asegurar que la calidad del agua en la vecindad permanezca en niveles satisfactorios después de que se complete la recuperación. Las obras comenzaron en marzo de 1994 y se terminaron en julio de 1997.

#### Wan Chai Fase II
La Fase II de Desarrollo de Wan Chai se extiende a lo largo de la orilla del agua desde la Fase III de Recuperación Central hasta Causeway Bay. Este proyecto de 10.500 millones de dólares de Hong Kong, junto con las Fases de Recuperación Central I, II y III, tiene como objetivo principal proporcionar terrenos para la construcción del Puente Central-Wan Chai y el Enlace del Corredor Este de la Isla, la sección de la Isla de Hong Kong del Shatin-to -Central Link y North Island Line. Los trabajos de construcción comenzaron en 2009 y está previsto que finalicen en 2017.
Debido a la naturaleza polifacética del proyecto, que implica la creación de carreteras, la recuperación de tierras y el desarrollo de zonas costeras, el proyecto es supervisado conjuntamente por el Departamento de Carreteras y el Departamento de Ingeniería Civil y Desarrollo, quienes juntos contratan a un solo contratista para cada ubicación involucrada.
Las obras implican la recuperación temporal, por un período de varios años, del refugio de tifones de Causeway Bay y la antigua área de trabajo de carga pública. En una revisión judicial ante el Tribunal de Primera Instancia, se sostuvo en marzo de 2008 que la Ordenanza de Protección del Puerto se aplicaba a tales obras y, por lo tanto, el gobierno estaba obligado a demostrar una "necesidad pública primordial" para la recuperación. Se comprometió a mantener la recuperación temporal "al mínimo" y a restablecer el lecho marino una vez finalizadas las obras de construcción.

## Controversia

### Protestas públicas
No todos apoyaron el plan de recuperación. Algunos residentes de Hong Kong pensaron que la acción era totalmente innecesaria; no significaba  nada bueno, simplemente reducir el tamaño del Victoria Harbour. En lugar de construir un desvío, los opositores instaron al gobierno a iniciar un esquema de peaje electrónico en la comunidad.
El 5 de octubre de 2003, más de 1000 manifestantes vestidos de azul marcharon hacia las Oficinas del Gobierno Central pidiendo la suspensión de las obras de rehabilitación del puerto. También prometieron continuar con una protesta de tres frentes utilizando tierra, mar y aire para transmitir su mensaje. La marcha fue una de varias protestas en las últimas semanas por proyectos portuarios, que el gobierno dice que son necesarios para aliviar la congestión del tráfico en Central debido estrictamente al aumento de automóviles privados (la cantidad de vehículos comerciales y vehículos de transporte público ha disminuido con el tiempo). El gobierno había perdido la primera ronda de una batalla judicial, pero luego apeló la decisión.
La Sociedad para la Protección del Harbour (SPH) solicitó la suspensión de la orden y la revisión judicial el 25 de septiembre de 2003, prohibiendo al gobierno continuar con la tercera fase del proyecto de recuperación central. El gobierno reanudó el trabajo para recuperar 230000 m² del puerto después de que la oponentes fracasaran en su intento de obtener una orden judicial para detener provisionalmente las obras antes de la revisión judicial de diciembre.
En septiembre de 2004, el legislador Law Chi-kwong se bañó en el puerto de Victoria con una placa que decía "Adiós a la Reina", para protestar por la recuperación de Central y Wan Chai, en particular por la pérdida del muelle de la reina.
Más furor público estalló a finales de 2006 cuando se reveló que los planes implicarían la destrucción de dos hitos notables de 50 años en el paseo marítimo, a saber, el Muelle de transbordadores de Edinburgh Place y el Queen's Pier. Ambos se han convertido en potentes símbolos para los ambientalistas, que han organizado protestas y mítines a la luz de una fuerte opinión pública para preservar la memoria colectiva de Hong Kong.

### Revisión judicial
La SPH solicitó revisiones judiciales sobre la Reclamación, el 27 de febrero de 2003 y el 25 de septiembre de 2003, respectivamente. El 6 de octubre de 2003, el Tribunal Superior anunció que el Gobierno podía proceder con la Reclamación Central; sin embargo, el 1 de septiembre de 2004, el Tribunal de Apelación Final rechazó la propuesta de la Junta de Planificación Urbana sobre el proyecto de plan de ordenación territorial de Wan Chai North (OZP) y el Wan Se tuvo que revisar la Fase 2 de Desarrollo de Chai.
En un esfuerzo por suavizar la oposición al proyecto de recuperación, el gobierno propuso que la tierra recuperada por encima de la infraestructura de transporte subterráneo podría usarse para construir un paseo marítimo muy atractivo.

### Contaminación marítima
En octubre de 2003, Greenpeace dijo que la recuperación central crearía 580000 metros cúbicos de limo tóxico, el 63% de los cuales fue clasificado como "gravemente contaminado" por el Departamento de Protección Ambiental. Los activistas se sintieron repelidos cuando intentaron recolectar muestras de lodo del sitio de recuperación central para su análisis. Greenpeace acusó al Gobierno de utilizar métodos de dragado "baratos y obsoletos" durante las reclamaciones que derraman desechos tóxicos en el puerto.
También fue acusado de verter los desechos tóxicos dragados en sitios insulares periféricos cerca de un arrecife artificial creado para proteger la vida marina, como el delfín blanco chino. Los pescadores informaron que la captura promedio se había reducido a la mitad desde que comenzó la recuperación. El Gobierno respondió que la recuperación "no causaría daños marinos irreversibles".

### Oferta
Se descubrió que el gobierno había violado las reglas de licitación de la Organización Mundial del Comercio al adjudicar el contrato al cambiar injustamente las condiciones de licitación de la tercera fase de la reclamación después de que se cerró la licitación. Sin embargo, la decisión de la OMC no era jurídicamente vinculante.